# L'Eau vive (Giono)
L'Eau vive est un recueil de nouvelles et de courts textes publié par Jean Giono en 1943.

## Présentation
L'Eau vive est un recueil de textes de différentes époques (poèmes en prose, descriptions et paysages, textes de circonstance, fragments de romans inachevés) publié par Jean Giono en 1943.

Il sera réédité en deux volumes dans les collections Le Livre de poche et L'Imaginaire chez Gallimard.

## Liste des nouvelles
- Rondeur des jours
- Rondeur des jours
- L'eau vive
- Complément à l'eau vive
- Le voyageur immobile
- Jeux ou la naumachie
- Apporte Babeau
- Les larmes de Byblis
- En plus du pain
- Vie de mademoiselle Amandine
- Possession des richesses
- Automne en Trièves
- Hiver
- Aux sources mêmes de l'espérance
- Provence
- Entrée du printemps
- Mort du blé

- L'oiseau bagué
- L'histoire de Monsieur Jules
- Son dernier visage
- La ville des hirondelles
- Promenade de la mort et départ de l'oiseau bagué le 4 septembre 1939
- Description de Marseille le 16 octobre 1939
- Le poète de la famille.

## Éditions
- 1943 - L'Eau vive, collection de la NRF, éditions Gallimard, Paris.
- 1968 - Rondeur des jours - L'eau vive*, collection Le Livre de poche n° 2395, éditions Gallimard, Paris.
- 1974 - L'Eau vive, in "Jean Giono - Œuvres romanesques complètes", Tome III, Gallimard, Bibliothèque de la Pléiade, Édition établie par Robert Ricatte avec la collaboration de Henri Godard, Janine et Lucien Miallet et Luce Ricatte,  (ISBN 978-2-07-010823-7).
- 1994 - Rondeur des jours - L'eau vive, collection L'Imaginaire, tome 1, éditions Gallimard, Paris,  (ISBN 978-2-07-073952-3).
- 1995 - L'oiseau bagué, collection L'Imaginaire, tome 2, éditions Gallimard, Paris.